# Адлийя
«Адлийя» (азерб. Ədliyyə Futbol Klubu) — азербайджанский футбольный клуб из города Баку. Выступает в Первом дивизионе чемпионата Азербайджана по футболу. Был основан в 2001 году. Представляет в чемпионате Министерство Юстиции Азербайджана.

## Результаты
| Сезон   | Лига                   | Место | Кубок         |
| ------- | ---------------------- | ----- | ------------- |
| 2003/04 | Высшая лига            | 9-е   | 1/8 финала    |
| 2004/05 | Высшая лига            | 16-е  | 1/16 финала   |
| 2005/06 | Первая лига            | 5-е   | 1/16 финала   |
| 2006/07 | Первая лига (группа Б) | 4-е   | 1/16 финала   |
| 2007/08 | Первая лига (группа А) | 9-е   | 1/16 финала   |
| 2008/09 | Первая лига            | 6-е   | не участвовал |
| 2009/10 | Первый дивизион        | 11-е  | не участвовал |
| 2010/11 | Первый дивизион        | 14-е  | не участвовал |

## Закрытия клуба
В 2011 году клуб не играл более половины игр, в не сыгранных матчах команде было дано техническое поражение со счетом 3:0, поэтому 15 марта 2011 года клуб прекратил свою деятельность.

## Фалеристика
Существует несколько видов отличительных значков с эмблемой ФК «Адлийя». Один из них изготовлен из латуни с цветным антикоррозийным покрытием.